# Financiamento público de campanhas
Entende-se por financiamento público de campanhas como a destinação de  recursos públicos  a campanhas eleitorais e a  partidos políticos, proporcionalmente à representatividade desses partidos no parlamento.

## No Brasil
No Brasil, os partidos políticos têm direito a recursos do Fundo Partidário, previsto pela Constituição de 1988 (artigo 17, §3°) e já existente. No entanto, os recursos desse fundo representam apenas uma  parcela muito pequena do total gasto nas campanhas políticas, sendo que a maior parte desses gastos é coberta por contribuições dos membros do partido, bem como por doações de pessoas físicas e, principalmente, de pessoas jurídicas, notadamente bancos e empresas do setor da construção civil.Atualmente, 95% das campanhas são financiadas por grandes empresas. Segundo o pesquisador Geraldo Tadeu Monteiro, do Instituto Universitário de Pesquisas do Rio de Janeiro (Iuperj), "o valor gasto na França com as últimas eleições é próximo da doação feita por uma única construtora do Brasil nas eleições municipais do ano passado, dividida entre vários candidatos". Em 2010, as doações de 19 mil pessoas jurídicas somaram R$ 2,2 bilhões (75% do total arrecadado), mas metade contribuições foi feita por apenas 70 empresas. Dentre os quinze maiores doadores, responsáveis por 32,5% de todas as contribuições empresariais, encontram-se seis construtoras (Camargo Corrêa, Queiroz Galvão, Andrade Gutierrez, OAS, Galvão Engenharia e UTC Engenharia); três grupos financeiros (Bradesco, BMG e Itaú); duas siderúrgicas (Gerdau e CSN); uma mineradora (Vale); uma indústria de alimentos (JBS); uma empresa de comunicação (Contax, empresa de call center  controlada  pelos grupos Andrade Gutierrez, através da AG Telecom, e Jereissati, por meio da LF Tel) e uma indústria de bebidas (Leyroz de Caxias, do Grupo Petrópolis). Paralelamente, a participação de pessoas físicas  vem caindo. Para o juiz de Direito e cofundador do MCCE, Marlon Reis, o Brasil precisa urgente de novas regras.  Para ele, é preciso racionalizar o processo, diminuir drasticamente o custo das campanhas e não mais responsabilizar as empresas por esse custeio". Segundo o cientista político Alexandre Neves, da UFPE, a pressão do poder econômico,  "que ajuda a eleger os parlamentares",  tem sido evidente em várias votações importantes do parlamento, tais como a da  medida provisória que determina a regulamentação dos portos (a chamada MP dos Portos) e no projeto que prevê a destinação dos royalties do petróleo para a educação.
Após o chamado escândalo do mensalão (2005), que se desdobrou na Ação Penal 470 - quando foi provado o uso de caixa dois por vários membros do Partido dos Trabalhadores (PT) em campanhas políticas - o problema do financiamento de campanhas e partidos e políticos passou a ser discutido mais amplamente, inserindo-se no âmbito do debate sobre a reforma política. 
Na discussão sobre o financiamento de campanhas e partidos políticos,  existem basicamente três posições: a primeira, que defende o financiamento exclusivamente público dos partidos e campanhas; a segunda,  contrária ao financiamento público (ou exclusivamente público), e  uma terceira posição, que defende a proibição de doações, por  pessoas jurídicas (empresas),  a partidos e campanhas, além da imposição de limites a doações  feitas por  pessoas físicas. 

### Argumentos a favor
Defensores do financiamento exclusivamente público afirmam que as doações de campanha - uma prática atualmente aceita pelo direito eleitoral brasileiro, desde que sejam declaradas - são uma fonte de corrupção, uma vez que, ao ser eleito, o político que recebeu doações de empresas  pode ficar obrigado a beneficiá-las de alguma forma. Basicamente, as grandes doações feitas por algumas empresas  poderiam levar essas mesmas empresas a obter algum tipo de vantagem, seja de natureza legal, seja na obtenção de contratos públicos.
Segundo o deputado federal Henrique Fontana, o financiamento de candidatos por empresas vai contra o princípio de  um homem, um voto, segundo o qual todos são iguais dentro de um  processo democrático. "A questão é que eu e você temos o nosso voto, mas o dono de banco além do voto tem mais 150 milhões de reais. Isso desequilibra o pleito."

### Argumentos contrários
Já os críticos do financiamento exclusivamente público argumentam que esse tipo de financiamento favorece apenas os grandes partidos, uma vez que seriam os únicos a receberem alguma forma de financiamento de campanha, não havendo possibilidade de agremiações partidárias menores crescerem. Alguns também entendem que não seja  democrático impedir que particulares possam colaborar com instituições em que realmente acreditam, se estiverem bem-intencionados. Outrosacreditam que o financiamento público não acabaria com a corrupção, uma vez que a prática do "caixa dois" (doações não declaradas à Justiça Eleitoral e, portanto, ilegais) é uma prática bastante disseminada entre praticamente todos os partidos políticos.Portanto, segundo esse argumento, as doações privadas continuariam a ser feitas mesmo se fossem proibidas. Outros críticos ainda acrescentam que o financiamento público configuraria mau uso do dinheiro público, que afinal deveria atender a finalidades mais importantes do que o financiamento de campanhas políticas.

### Julgamento da inconstitucionalidade do financiamento empresarial
A autorização legal para doações de empresas a campanhas eleitorais passou a existir nos anos 1990, em consequência da revelação do esquema de  financiamento da campanha de Fernando Collor, em 1989, envolvendo doações feitas por empresas - o chamado esquema PC Farias.  A partir de então, a lei passou a permitir que empresas fizessem doações financeiras equivalentes a, no máximo,  2% do seu faturamento bruto no ano anterior à eleição, enquanto as pessoas físicas poderiam doar até 10%  dos  seus rendimentos, auferidos no ano anterior ao pleito.
Em setembro de 2011, a Ordem dos Advogados do Brasil (OAB) propôs ao Supremo Tribunal Federal (STF) uma ação direta de inconstitucionalidade (ADI), contestando trechos da Lei Eleitoral (Lei nº 9.504/1997) e da Lei dos Partidos Políticos (Lei nº 9.5049.096/1995) . A OAB pedia que a Corte - além de declarar a inconstitucionalidade da autorização de doações por pessoas jurídicas a campanhas eleitorais  e a partidos políticos - estabelecesse um valor máximo para as doações de pessoas físicas  a campanha eleitoral ou a partido político. 
Basicamente, o propósito da ADI era a declaração da inconstitucionalidade parcial  do artigo 24 da Lei 9.504/97, na parte em que autoriza a doação por pessoas jurídicas a campanhas eleitorais, e  do artigo 31 da Lei nº 9.096/95, na parte em que autoriza a realização de doações por pessoas jurídicas a partidos políticos. A OAB requereu também o estabelecimento de "limite per capita uniforme para doações por pessoa natural a campanha  eleitoral ou a partido, em patamar baixo o suficiente para não comprometer excessivamente a igualdade nas eleições". Em suas considerações, a OAB observou que  "as regras hoje em vigor quanto ao financiamento de campanhas resultam, de fato, na quase adoção de critérios censitários para a escolha dos governantes. Proclama-se a igualdade formal, o princípio democrático, mas permite-se que a desigualdade política prevaleça, pela via da influência do poder econômico sobre a política". 
Em dezembro de 2013, a  ADI 4.650 começou a ser votada pelo STF.
De acordo com o relator do processo, ministro Luiz Fux, apenas 1% das empresas doou 61% do montante total doado nas eleições de 2010, e apenas cerca de 20 mil empresas (0,5% das empresas do país) contribuíram com candidatos. E acrescentou: "Esperar que o Congresso, beneficiário da distorção, a corrija, é esperar que o parlamento trabalhe contra seus próprios interesses". Em seu voto, o ministro Marco Aurélio Mello declarou que "o sistema político [do Brasil] mostra-se carente de transparência, dependente do dinheiro privado, vazio de ideologia partidária e marcado por um processo eleitoral injusto e corrompido. O dinheiro faz as vezes do eleitor."O ministro Luís Roberto Barroso, por sua vez, afirmou em seu voto que o sistema eleitoral brasileiro tem um viés antidemocrático e antirrepublicano como consequência da conjugação de dois fatores: o sistema eleitoral proporcional com lista aberta somado à possibilidade de financiamento privado por empresas. Segundo o ministro, "menos de dez por cento dos candidatos são eleitos com votação própria. Na verdade, o eleitor não sabe em quem está votando. A lista aberta é muito menos democrática do que a lista preordenada, na qual sabemos em quem estamos votando."
Em abril de 2014, a ADI  já havia obtido  votos favoráveis de seis ministros, que seguiram o parecer do ministro relator,  e um voto de divergência, aberto pelo ministro Teori Zavascki, o que já assegurava o resultado favorável ao pleito da OAB (a declaração da inconstitucionalidade do financiamento de campanhas políticas por empresas),  faltando o voto de  quatro membros do Tribunal. No entanto,   o ministro Gilmar Mendes pediu vistas ao processo, interrompendo a votaçãopor quase um ano e meio.
Finalmente, em 16 de setembro de 2015, Gilmar Mendes proferiu seu voto - contrário à proibição das doações de pessoas jurídicas para campanhas eleitorais e à imposição de limite uniforme para doações de pessoas físicas.  Durante mais de quatro horas, o ministro argumentou que  as doações privadas favorecem a efetiva competição eleitoral no país.  Segundo ele, sem o apoio de empresas,  "os partidos de oposição não teriam a menor chance de competir em níveis razoáveis com o partido que ocupa o governo",  afirmando que o fim das doações de empresas "asfixiaria os partidos que não se beneficiaram do esquema criminoso revelado pela Operação Lava Jato". Em sua fala, Mendes também criticou a  Ordem dos Advogados do Brasil (OAB) por ter proposto a ação, acusando a entidade de agir no caso em nome do Partido dos Trabalhadores, que defende o fim das doações por empresas.Após apresentar seu voto, Mendes abandonou o plenário da Corte quando  o secretário-geral da OAB, Cláudio de Souza Pereira Neto, pediu a palavra e foi autorizado a subir à tribuna para defender a  Ordem dos Advogados das acusações feitas à entidade pelo ministro em seu voto.
No dia seguinte, 17 de setembro, foram proferidos os três últimos votos sobre a questão. O decano da Corte, ministro Celso de Mello,  afirmou que as empresas podem fazer doações e defender seus interesses no Legislativo. No entanto, é necessário estabelecer limites para essas contribuições para evitar o exercício abusivo do poder econômico. A ministra Carmen Lúcia votou contra a continuidade do financiamento privado de campanhas políticas,  pois o candidato passa a representar os interesse das empresas, e não do cidadão, em sua função pública. Para a ministra Rosa Weber,  "a influência do poder econômico culmina por transformar o processo eleitoral em jogo político de cartas marcadas, que faz o eleitor um fantoche."
Pelo fim do financiamento privado votaram, além do relator, os ministros Luís Roberto Barroso, Dias Toffoli, Joaquim Barbosa (aposentado), Marco Aurélio Mello, Ricardo Lewandowski, Rosa Weber e Carmen Lúcia.  Votaram a favor das doações de empresas Teori Zavascki, Gilmar Mendes e Celso de Mello. Edson Fachin não votou, porque substituiu Joaquim Barbosa.  

A maioria dos ministros acompanhou o voto do relator, Luiz Fux, proferido em 2014. Segundo Fux, as únicas fontes legais de recursos dos partidos devem ser as doações de pessoas físicas e os repasses do Fundo Partidário, garantidos pela Constituição, e a proibição de repasses financeiros a candidatos e legendas  já seria aplicável às eleições municipais de 2016. Mesmo os ministros que votaram a favor das doações de pessoas jurídicas, fizeram ressalvas, esclarecendo que as empresas não poderiam doar se tivessem contratos com administração pública, que não poderiam destinar recursos a partidos e candidatos concorrentes entre si e que elas também não poderiam ter contratos com o poder público até o final do mandato do político para cuja campanha tivessem feito doações. 
Assim a Corte concluiu o julgamento da ação direta de inconstitucionalidade apresentada pela OAB: por oito votos a três, o STF julgou inconstitucional a doação em dinheiro, por pessoas jurídicas, a partidos políticos. 
Entretanto, na semana anterior, o Congresso Nacional já havia votado uma minirreforma eleitoral (projeto de lei 5735/13), permitindo as doações empresariais aos partidos políticos. O texto aprovado havia sido encaminhado à Presidente da República, para sanção ou veto (integral ou parcial) do texto.   No entanto, como o STF julgou que as doações de pessoas jurídicas violam os princípios de soberania popular e de  isonomia dos candidatos - sendo, portanto, ilegais -    os trechos da minirreforma política  que autorizam  as doações por empresas tendem a ser vetados pela presidente Dilma Rousseff. Caso não haja o veto presidencial, o plenário do STF terá de ser novamente acionado para declarar a ilegalidade. 

### PEC 352/2013
Paralelamente à Ação Direta de Inconstitucionalidade n°4.650, tramitava no Congresso Nacional a Proposta de Emenda Constitucional n°352/2013. Se aprovada, a PEC 352 modificará a Constituição Brasileira, que passaria, então, a permitir o financiamento empresarial de campanhas.   Atualmente  a Carta Constitucional assegura aos partidos políticos apenas o acesso os recursos oriundos do Fundo Partidário, além do acesso gratuito ao rádio e à televisão, nos termos estabelecidos em lei.

### Crítica após reformas
Ao comentar sobre a crise entre as instituições políticas em junho de 2020, ao Estado de S. Paulo, o cientista político, pesquisador e especialista em financiamento de campanha, Bruno Pinheiro Wanderley Reis criticou o modo como os financiamentos de campanhas são feitos no Brasil: 
| “ | Penso que resulta principalmente de uma reforma que a gente não soube fazer. O Congresso Nacional, em especial a Câmara dos Deputados, pautou insistentemente, mas nem a sociedade civil nem a mídia ou a ciência política acadêmica não acharam que era o caso. Os malefícios foram se reproduzindo. A regulação do financiamento de campanha é ainda problemática no Brasil e isso produz efeitos no sistema político, que é muito capturável por interesses específicos. Tudo que a Lava Jato expôs são consequências dedutíveis do marco regulatório existente. Empregou-se um remédio judicial para um problema regulatório. A peculiaridade do Brasil é ter um teto que incide sobre o doador que é um porcentual de sua renda. No Brasil as pessoas podem doar proporcionalmente ao dinheiro que já tem. Quem é mais rico pode doar mais e quem é menos rico pode doar menos. (...) Isso produziu uma enorme concentração inédita da oferta de dinheiro. (...) O candidato dança conforme a música ditada por quem vai doar. (...) Isso é um problema no mundo todo. Longe de ser algo trivial, é o calcanhar de aquiles da democracia. (...) Desigualdades econômicas são uma fonte de assimetria de poder. | ” |